# Otto Preuss (Schauspieler)
Otto Heinrich Preuss (auch Preuß; * 26. Februar 1918 in Schönebeck an der Elbe; † 5. Dezember 1980 in Fürstenfeldbruck) war ein deutscher Schauspieler und Synchronsprecher.

## Leben und Wirken
Preuss erhielt seine künstlerische Ausbildung in Karlsruhe und wirkte seit seinem Debüt am Stadttheater von Kamenz (1937) an Spielstätten in Weimar (eine im Sommer tourende Wanderbühne), Pforzheim (Stadttheater), Magdeburg (Städtische Bühnen, seine erste Theaterstation nach dem Zweiten Weltkrieg), Frankfurt am Main (Kleines Theater im Zoo), Wiesbaden (Staatstheater), Flensburg (Städtische Bühnen), Esslingen am Neckar (Landesbühne) und Augsburg (Städtische Bühnen). Während des Zweiten Weltkriegs eingezogen, gehörte er zu dieser Zeit dem Ensemble des Neustrelitzer Landestheaters an.
Darüber hinaus spielte Preuss in verschiedenen Fernsehspielen wie als Rechtsanwalt in Hermann Kugelstadts Verfilmung der Marinemeuterei 1917 um Max Reichpietsch, in Kugelstadts zweiteiligem Drama Sir Roger Casement mit Heinz Weiss in der Titelrolle oder als Gefängnisdirektor „Dr. Robert Koch“ in Günter Gräwerts Röhm-Putsch nach Axel Eggebrecht. Einem breiten Publikum wurde Preuss durch seine Stammrolle in der Abenteuerserie Percy Stuart bekannt, für die er in 26 Episoden das Excentric-Club-Mitglied „Mr. Winterbottom“ verkörperte. Außerdem übernahm Preuss Gastauftritte in verschiedenen Fernsehserien wie Fernfahrer und Kommissar Brahm.
Daneben war der Schauspieler mit dem markanten Vollbart umfangreich als Hörspiel- und Synchronsprecher tätig und lieh seine tiefe Stimme zahlreichen internationalen Stars wie Ben Johnson in Dreckiges Gold, Pierre Brasseur in Sacha Guitrys Napoleon, Fernando Rey in Der Teufel kennt kein Halleluja, Eli Wallach in Zwei glorreiche Halunken und Mackenna’s Gold, Akim Tamiroff in Hochwürden dreht sein größtes Ding und Orson Welles in Waterloo und Casino Royale. Im Rahmen der Funk-Bibliothek war Preuss an insgesamt über 100 Rundfunksendungen beteiligt.
Otto Preuss war von 1940 bis zu seinem Tod mit Margot, geb. Schulze, verheiratet und hatte einen Sohn. Zuletzt in Pfaffenhofen an der Glonn wohnhaft, starb der ehemalige Schauspieler 1980 im Kreiskrankenhaus Fürstenfeldbruck.

## Filmografie
- 1963: Dantons Tod
- 1964: Fernfahrer (Fernsehserie, 2 Folgen)
- 1964: König Richard III.
- 1967: Kommissar Brahm (Fernsehserie, Folge 7 Tod im Studio B)
- 1967: Der Röhm-Putsch
- 1967: Cliff Dexter (Fernsehserie, Folge 2x3 Einer riskiert seinen Kopf)
- 1968: Carl Schurz
- 1968: Bürgerkrieg in Rußland (Fernsehserie, 2 Folgen)
- 1968: Sir Roger Casement
- 1969: Marinemeuterei 1917
- 1969: Percy Stuart (Fernsehserie)
- 1971: Annemarie Lesser
- 1971: Einfach sterben …

## Hörspiele (Auswahl)
- 1953: Im Räderwerk (nach Jean-Paul Sartre), HR
- 1954: Prokurist a. D. Hesselbach, Büro für Lebensberatung (von und mit Wolf Schmidt), HR (2 Folgen)
- 1961: Die Stimme aus dem Grab, HR
- 1969: Experiment Methusalem, SDR